# Tricentrus gargaraformis
Tricentrus gargaraformis är en insektsart som beskrevs av Kato 1928. Tricentrus gargaraformis ingår i släktet Tricentrus och familjen hornstritar. Inga underarter finns listade i Catalogue of Life.